# Radlberg
Der Ort Radlberg liegt in Niederösterreich an der Traisen zwischen Viehofen im Süden, Obritzberg-Rust im Westen, Ratzersdorf und Pottenbrunn im Osten und Herzogenburg im Norden. Er ist seit der Eingemeindung 1939 ein Stadtteil von St. Pölten. Die Traisen trennt Radlberg im Osten von Pottenbrunn, der Hainer Berg von Viehofen.

## Name
Die Namensherkunft ist bisher nicht eindeutig geklärt. Erstmals erwähnt wird Radlberg 1070 als Raetelnperge. Es wird angenommen, dass der erste Namensteil von dem Namen Ratbod zurückgeführt werden kann. Der zweite Teil entstammt wohl dem Wort Berg.

## Geschichte
Erste Funde einer Besiedlung auf dem Gebiet von Radlberg stammen aus der Frühen Bronzezeit. Wahrscheinlich ist allerdings eine Besiedlung in der Jungsteinzeit, zahlreiche Funde aus der näheren Umgebung entstammen dieser Epoche. In der Römerzeit lag Radlberg an einer wichtigen Nord-Süd-Straße zwischen Traismauer und Bruck an der Mur. Bei Ausgrabungen im Bereich des Industriegebietes entdeckten Archäologen eine römische Siedlung, auch kamen einige römische Münzen und Römersteine zum Vorschein.
| Einwohner | Jahr |
| --------- | ---- |
| ca. 200   | 1591 |
| 276       | 1822 |
| 250       | 1835 |
| 316       | 1856 |
| 379       | 1886 |
| 611       | 1892 |
| 649       | 1902 |
| 899       | 1910 |
| 845       | 1920 |
| 906       | 1930 |
| 938       | 1937 |
| 939       | 1957 |
| 965       | 1981 |
| 1.263     | 1991 |
| 1.259     | 2004 |

Im Mittelalter zwischen 1000 und 1060 entstand am Platz des heutigen Friedhofs in Unterradlberg eine Burganlage. Der etwa 30–40 m über dem Ort liegende Platz bot durch seine hervorspringende Lage einen weiten Blick über das gesamte untere Traisental, Richtung Süden konnte man bis Wilhelmsburg blicken. Die Burg war der Stammsitz der Grafen von Formbach-Ratelnberg. Sie wurde wahrscheinlich von Matthias Corvinus’ Truppen 1477 zerstört.
In den nächsten Jahrhunderten ist die Quellenlage zu Radlberg schlecht. Es ist wahrscheinlich, dass die Orte im Zuge der ersten Wiener Türkenbelagerung 1529 und der zweiten Wiener Türkenbelagerung 1683 zerstört wurden, da die Osmanen St. Pölten und Herzogenburg erfolglos belagerten. Die Ortschaften wurden wohl schnell wieder aufgebaut, in einem Unterradlberger Dachbalken ist „1687“ eingeritzt.
Die nächsten Aufzeichnungen über Radlberg erscheinen erst wieder 1836. Oberradlberg wird als Dorf mit 25 Häusern und 110 Einwohnern, Unterradlberg mit 33 Häusern und 166 Einwohnern beschrieben, die meisten Bewohner waren Bauern. Als eine der Auswirkungen der Revolution 1848/49 wurden Gemeinden gebildet, Ober- und Unterradlberg bildeten mit 316 Einwohnern die Gemeinde Radlberg.
Schon lange besuchten die Schüler die Schule in der Nachbargemeinde Hain, die dortige Schule ist bereits ab 1637 nachgewiesen, die Schulpatronanz lag beim Propst des Stiftes Herzogenburg, 1865 ging diese Patronanz an die Gemeinde Radlberg (bzw. Hain) über, die Zusammenarbeit endete mit Ende des Schuljahres 1892/93 durch den Neubau der Schule in Radlberg.
Grundlegende Veränderungen brachte ab der Mitte des 19. Jahrhunderts die fortschreitende Industrialisierung. Die Industriebetriebe benötigten Arbeiter – von der Mitte des 19. Jahrhunderts bis zum Ersten Weltkrieg verdreifachte sich die Einwohnerzahl. In jenem Krieg fielen 30 Bewohner Radlbergs. Anschluss an die Bahn brachte das Jahr 1885, als die Tullnerfelder Bahn fertiggestellt wurde. 1909 wurde die Traisen reguliert und im Zuge der Arbeiten die erste Brücke nach Pottenbrunn errichtet.
In der Zwischenkriegszeit wurden ein Gemeindewohnhaus mit zehn Wohneinheiten sowie die Straße nach Kleinhain gebaut.
Eine politische Besonderheit war der Bürgermeister Josef Mondl.
Der ehemalige SDAPÖ Politiker zerstritt sich vor der Wahl 1928 mit seiner Partei und trat mit einer eigenen Liste an. Dies bewahrte ihn nach dem Österreichischen Bürgerkrieg 1934, alle sozialistischen Organisationen wurden verboten, vor der Absetzung. Er blieb bis zur Machtübernahme der Nazis Bürgermeister. Der NSDAP-Bürgermeister Josef Bandion war nur wenige Monate im Amt, im April 1939 wurde die Radlberg nach St. Pölten eingemeindet. Im Zweiten Weltkrieg überstand der Ort ohne größere Schäden davongetragen zu haben, einzig die Traisenbrücke wurde zerstört.
Nach dem Kriegsende begann der Wiederaufbau. In Radlberg wurde eine Bezirkskanzlei eingerichtet, um der Bevölkerung den weiten Weg zum Rathaus zu ersparen. 1948 wurde die Traisenbrücke, als erstes großes Bauprojekt, wiedereröffnet.
Eine lange Zeit zur Diskussion stehende Frage war der Status von Radlberg. Schon kurz nach dem Kriegsende wurde erstmals gefordert die Gemeinde Radlberg wiederherzustellen. Aber erst 1949 schaffte es die Frage in den Gemeinderat, nachdem die Bevölkerung selbst eine Volksbefragung abgehalten hatte. Zwei Drittel der Radlberger sprachen sich für eine Abspaltung von St. Pölten aus, vor allem weil sie sich als „Randgemeinde“ gegenüber der Stadt benachteiligt fühlten. 1955 wurde im niederösterreichischen Landtag von der ÖVP ein Antrag eingebracht, der die Ausgemeindung der meisten von der NSDAP eingemeindeten Katastralgemeinden beinhaltete. Radlberg war allerdings nicht darunter. Bei der Gemeinderatswahl 1955 gewannen die Sozialdemokraten, die strikte Befürworter des Verbleibs im Stadtgebiet waren. Dies wurde als Votum der Radlberger für die Zugehörigkeit zu St. Pölten gewertet.

## Politik
Als Katastralgemeinde von St. Pölten hat Radlberg keinen eigenen Gemeinderat, die Bürgermeister vor 1923 finden sich in der Liste der Bürgermeister von St. Pölten.
Siehe auch: St. Pölten: Politik

## Wirtschaft

### Ehemalige Unternehmen

#### Schüller-Fabrik
Ab 1841 wurde die Baumwollspinnerei F. Zwierzina betrieben, 1863 wurde, übernahm Aloisia Primavesi den Betrieb und erzeugte Glanzgarne. Nachdem das Werk 1880 geschlossen worden war, kaufte es 1890 Heinrich Lichtenstern, damals Besitzer der Wilhelmsburger Keramikfabrik. Er verpachtete das Areal, seine Nachkommen verkauften es 1907 an Friedrich Schüller. Er war zumindest seit 1901 Inhaber der Eisengarn- & Zwirnfabrik Friedrich Schüller an diesem Standort. Schüller ging 1910 in Konkurs, der Betrieb wurde von der Schüller & Co. AG aufgekauft. Erzeugt wurden hauptsächlich Strumpfwaren. 1941 wurde das Unternehmen „arisiert“ und erst 1948 an die Familien Schüller und Simon rückgestellt. Aufgrund billigerer Produktion in anderen Ländern konnte die Schüller-Fabrik den Betrieb 1978 nicht mehr aufrechterhalten. Die Gebäude der Fabrik wurden von 1983 bis 1992 zum Teil als Großraumdiskothek verwendet, der Rest des Areals wurde in Parkplätze für die Tanzfabrik umgewandelt.

#### Hübscher-Fabrik

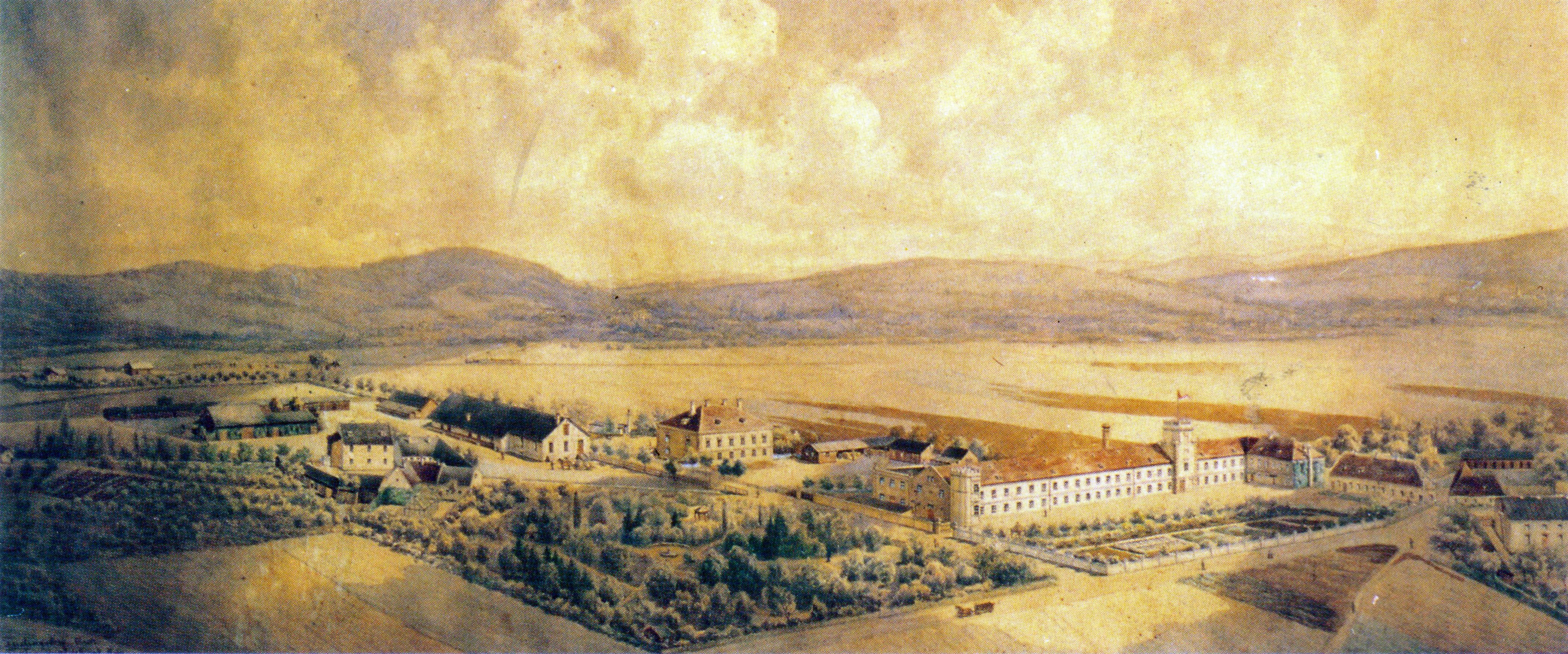
Die Hübscher-Fabrik 1896

1859 errichtete Albert Last eine Pappendeckelfabrik anstelle einer Mühle. Diese wurde 1869 an Friedrich Austin und Johann Baptist Kirschnek verkauft, letzterer übernahm den Betrieb ein Jahr später komplett und benannte ihn in J. B. Kirschnek, Unterradlberg, Hanf- und Flachsspinnerei und Seilerwaren um. Der Betrieb wurde laufend erweitert, Kirschnek kaufte einige Mühlen in der direkten Umgebung, um die Wasserenergie zu nutzen. Nach einem Brand 1898 und dem Tod Kirschneks übernahm sein Sohn Friedrich Kirschnek die Firmenleitung. Er konzentrierte sich auf die Erzeugung von Holzwolle und Elektrizität. Nach seinem Tod wurde sein Werk in das Elektricitätswerk Unterradlberg Ing. Friedrich Kirschnek umgewandelt. In den frühen 1920er Jahren kam das Unternehmen in finanzielle Schwierigkeiten und wurde 1929 von der Schweizerischen Rückversicherungs-Gesellschaft ersteigert. Diese verpachtete die Liegenschaft an verschiedene Unternehmer bis 1938 Carl Hübscher den Komplex erwarb. Während er selbst Holzwolle produzierte, verpachtete er große Teile des Areals an Fremdfirmen. 1965 verkaufte er die Industrieflächen großteils an die Stadt St. Pölten, 1967 wurde die Holzwollproduktion geschlossen. Die drei Wasserkraftwerke sind noch in Betrieb.

### Moderne Industrie

#### Egger-Gruppe
Ab 1969 entstand im Norden von Radlberg ein Industriegebiet, dessen größter Betrieb ein Werk der Egger-Gruppe ist. Das Werk wurde 1970 eröffnet, die ersten Produkte waren Spanplatten. Das Werk wurde seither einige Male erweitert.
Zusätzlich zu den Holzprodukten gibt es auch eine Getränkesparte:
- Egger Bier: Die Familie Egger übernahm diese Brauerei im 19. Jahrhundert. 1976 schloss man das Werk in Kufstein und eröffnete zwei Jahre später die Brauerei in Unterradlberg.[6] Kurz darauf kam es zu einem Rechtsstreit mit der Brauerei Egg,[7] die ebenfalls die Marke Egger Bier[8] vertreibt. Ende 2008 gelang ein Coup[9], als man zum Start des Kinofilms Echte Wiener – Die Sackbauer-Saga das Mundl Bier auf den Markt brachte.
- Radlberger Getränke: Seit 1988 werden auch Radlberger-Getränke produziert. Zu den wichtigsten in Radlberg erzeugten Marken gehören arriba!, Black Jack, Granny’s Apfelsaft gespritzt, Japonica, Radlberger Tiroler Alm und Limö.[10]

## Öffentliche Einrichtungen
Im Stadtteil befindet sich eine Volksschule sowie ein Kindergarten.

## Kultur und Sehenswürdigkeiten
Nur in der Katastralgemeinde Unterradlberg gibt es denkmalgeschützte Objekte, nicht aber in Oberradlberg.

### Filialkirche Hl. Gertrud

Die Kirche in Unterradlberg 1906 vor der Erweiterung

Die Filialkirche des Stifts Herzogenburg liegt auf der Anhöhe über der Ortschaft umgeben vom Friedhof. Die Kirche geht auf die Schlosskapelle zurück, der Standort ist jener der ehemaligen Burg.
Ursprünglich war die Kirche der hl. Gertrud von Nivelles geweiht, heute ist die hl. Gertrud von Helfta Kirchenpatronin. Bis 1894 wurden nur Messen zu Begräbnissen und am 2. November und 31. Dezember gefeiert, danach wöchentlich ein Schulgottesdienst. Ab 1912 wurde ein Sonntagsgottesdienst pro Monat gelesen. 1925 wurde die Kirche erweitert, sie fasste danach mit 150 Plätzen die dreifache Personenzahl.